# Erik Wallin (pedagog)
Erik Clarence Wallin, född 8 september 1929 i Örebro, död 25 februari 2010 i Helga Trefaldighets församling i Uppsala, var en svensk professor i pedagogik.
Wallin tog 1950 studentexamen, 1954 folkskollärarexamen, studerade vid Göteborgs universitet där han 1959 blev filosofie kandidat och 1963 filosofie licentiat. Han arbetade 1954–1959 som folkskollärare i Göteborg, 1959–1962 som assistent vid pedagogiska institutionen vid Göteborgs universitet, 1962-1964 som extraordinarie universitetslektor och från 1965 som tillförordnad universitetslektor. Från 1967 innehade han vid samma institution en av Statens råd för samhällsforskning inrättad forskningstjänst i utbildningsteknologi. Han var en ledande företrädare för den pedagogiska inriktning som kallas undervisningsteknologi. Från 1979 var han professor i praktisk pedagogik vid samhällsvetenskapliga fakulteten vid Uppsala universitet.
I västra kretsen av Sveriges psykologförbund var han 1961–1962 sekreterare, 1963 vice ordförande, 1964 ordförande och från 1965 åter vice ordförande.
Han gifte sig 1954 med socionom Ulla Thorbjörnsson (1929–2019). De är begravda på Bromma kyrkogård.